# SoftBank 201K
HONEY BEE 201K（ハニービー ニーマルイチケー）は、京セラによって開発された、ソフトバンクモバイルの第3.9世代移動通信システム（SoftBank 4G）端末である。SoftBank スマートフォンシリーズのひとつ。OSはAndroid 4.1を搭載している。

## 概要
101Kの後継機種で、新たにワンセグ・おサイフケータイ・テザリングなどに対応している。ソフトバンクモバイルのAndroid搭載スマートフォンとしては初のAndroid 4.1初期搭載モデルである。
デザイン面の特徴として端末の右上に「ちょい足しリング」と呼ばれる大きなストラップホールがあり、アクセサリーなどが付けやすいように設計されている。

## その他機能
| 主な対応サービス       | 主な対応サービス   | 主な対応サービス                       | 主な対応サービス      |
| ---------------------- | ------------------ | -------------------------------------- | --------------------- |
| タッチパネル           | WVGA液晶 3.7インチ | フルブラウザ                           | SoftBank 4G           |
| バッテリー容量 2000mAh | テザリング         | WiFi                                   | GPS                   |
| 810万画素カメラ        | ワンセグ           | デジタルオーディオプレーヤー(AAC)(WMA) | おサイフケータイ／NFC |
| Bluetooth              | 赤外線通信         | 緊急速報メール                         | 防水／防塵            |

## 歴史
- 2012年10月9日 - ソフトバンクモバイル、および京セラより公式発表。
- 2012年12月14日 - 連邦通信委員会（FCC）を通過[2]。
- 2013年1月25日 - 発売開始[3]。